# Cyclura collei
La iguana de Jamaica (Cyclura collei) es una especie de lagarto que pertenece a la familia de los iguanídos. Es endémica de la isla de Jamaica donde su área de distribución se limita a una sola población de uno cientos de iguanas.  La especie es considerada en peligro crítico de extinción por la UICN. No tiene subespecies reconocidas.